# Tricyrtis ishiiana
Tricyrtis ishiiana är en liljeväxtart som först beskrevs av Masao Kitagawa och Tetsuo Michael Koyama, och fick sitt nu gällande namn av Jisaburo Ohwi och Shunki Okuyama. Tricyrtis ishiiana ingår i släktet skuggliljor, och familjen liljeväxter.

## Underarter
Arten delas in i följande underarter:
- T. i. ishiiana
- T. i. surugensis